# Archaeopone taylori
Archaeopone taylori är en myrart som beskrevs av Gennady M. Dlussky 1983. Archaeopone taylori ingår i släktet Archaeopone och familjen myror. Inga underarter finns listade.